# NGC 2243
NGC 2243 је расејано звездано јато у сазвежђу Велики пас које се налази на NGC листи објеката дубоког неба.
Деклинација објекта је - 31° 16' 53" а ректасцензија 6h 29m 34,4s. Привидна величина (магнитуда) објекта NGC 2243 износи 9,4. NGC 2243 је још познат и под ознакама OCL 644, ESO 426-SC16.